# Fauvette des Balkans
Espèce
Statut de conservation UICN

 LC  : Préoccupation mineure
La Fauvette des Balkans (Curruca cantillans) est une espèce d'oiseaux de la famille des Sylviidae.

## Description
La Fauvette des Balkans est un petit passereau. Les mâles affichent une tête et un dos gris bleuté, le dos est nuancé de brun, les côtés de la tête sont un peu plus foncés. Les rémiges sont de couleur brun-gris foncé et possèdent des bordures plus claires. Les rectrices sont similaires mais avec des bordures de couleur grise. Les plumes externes de la queue sont presque entièrement blanches, et les trois suivantes ont une pointe blanche. 
Très proche de la Fauvette passerinette, le mâle se distingue par sa gorge rouge brique qui contraste avec un ventre et des flancs blanchâtre. Sa moustache blanche est aussi plus large. Les femelles ne sont pas différentiables morphologiquement des femelles de Fauvette passerinette. 

## Répartition
La Fauvette des Balkans est très présente en Italie, en Grèce et dans l'Ouest de la Turquie. On la retrouve de manière sporadique jusqu'en Finlande au nord et jusqu'au Nigeria au sud. La réparation précise de cette espèce est encore peu connue.

## Liste des sous-espèces
Selon GBIF (16 avril 2023) :
- Curruca cantillans albistriata C.L.Brehm, 1855
- Curruca cantillans cantillans

## Systématique
Le nom valide complet (avec auteur) de ce taxon est Curruca cantillans (Pallas, 1764).
Curruca cantillans était anciennement considérée comme une sous-espèce de la Fauvette passerinette. 